# Dronning Alexandrines Bro
Dronning Alexandrines Bro (deutsch Königin-Alexandrine-Brücke), auch Mønbroen oder Ulvsundbroen genannt, ist eine 745,50 Meter lange Brücke, die über den Ulvsund führt und die dänischen Inseln Møn und Seeland miteinander verbindet. Das nach der dänischen Königin Alexandrine benannte Bauwerk wurde 1943 eröffnet und galt seither als „schönste Brücke Dänemarks.“ Über die zweispurige Straßenbrücke verläuft die Fernstraße Primærrute 59, die dort täglich von rund 5.500 Fahrzeugen befahren wird (Stand 2009). Entworfen wurde die Brücke von Anker Engelund (1889–1961), Bauingenieur, Professor sowie Rektor der Kopenhagener Polytechnischen Lehranstalt von 1941 bis 1959. Er schuf eine klassische Bogenbrücke, dessen Überbau von einem großen Stahlbogen in der Mitte sowie zehn Eisenbögen, die unterhalb der Fahrbahn liegen, getragen wird.
Dronning Alexandrines Bro wird als Motiv auf den 500-Kronen-Banknoten verwendet. Die von der Künstlerin Karin Birgitte Lund gezeichnete Banknote ist Teil einer 2009 bis 2011 veröffentlichten Serie, die unter anderem dänische Brücken als Thema hat.

## Geschichte
Nachdem der Amtsrat des Præstø Amts 1934 Abgaben auf alle Waren einführte, die mit der Fähre zwischen Kalvehave auf Seeland und Stege auf Møn transportiert wurden, während seine eigene Fähre zwischen Kalvehave und Koster abgabenfrei blieb, führte das zum Aufruhr unter den Inselbewohnern. So sah sich der örtliche Bauernverband auf Møn genötigt, den Bau einer Brücke voranzutreiben. Dem Druck der vom Verband eingesetzten Brückenkommission gab der Amtsrat am Ende nach und ersuchte 1937 den Minister für öffentliche Arbeiten, Niels Peder Fisker, um Erlaubnis zur Errichtung einer Brücke über den Ulvsund. Im Januar 1938 erteilte der Minister die Genehmigung für das Projekt und sagte zu, dass sich der Staat zur Hälfte an den Baukosten beteiligen würde, während der Rest von den umliegenden Gemeinden beigesteuert wurde.
Im Juni 1939 begannen die Bauarbeiten, in deren Verlauf zwei Bauleute umkamen. Nach Ausbruch des Zweiten Weltkriegs bestanden anfangs Zweifel seitens der Bauunternehmer, ob die nötigen Baumaterialien herangeschafft werden könnten, doch die Arbeiten schritten planmäßig voran. Somit gehört die Dronning Alexandrines Bro neben der Aggersundbroen zu den einzigen Brückenbauten Dänemarks, die während des Krieges und in der Nachkriegszeit fertiggestellt werden konnten. Nach vier Jahren Bauzeit wurde das Bauwerk am 30. Mai 1943 von Königin Alexandrine und dem Kronprinzenpaar, Frederik IX. und Ingrid von Schweden, feierlich eingeweiht. Die Feierlichkeiten, an denen 30.000 Menschen teilnahmen, wurden zugleich als Ausdruck einer nationalen Demonstration gegen die deutsche Besatzungsmacht gesehen. Noch am selben Tag wurde im Anschluss an die Veranstaltung von der Monarchin und dem Kronprinzenpaar ein südlich gelegener Straßendamm zwischen Møn und Bogø sowie die Fährverbindung Bogø/Stubbekøbing eingeweiht, so dass Møns Anbindung an seine Nachbarinseln komplettiert werden konnte.
Nach der Kommunalreform von 2007 und der Verstaatlichung der Primærrute 59 ging die Brücke in den Besitz der Straßenbaubehörde Vejdirektoratet über, die dem dänischen Transportministerium unterstellt ist.

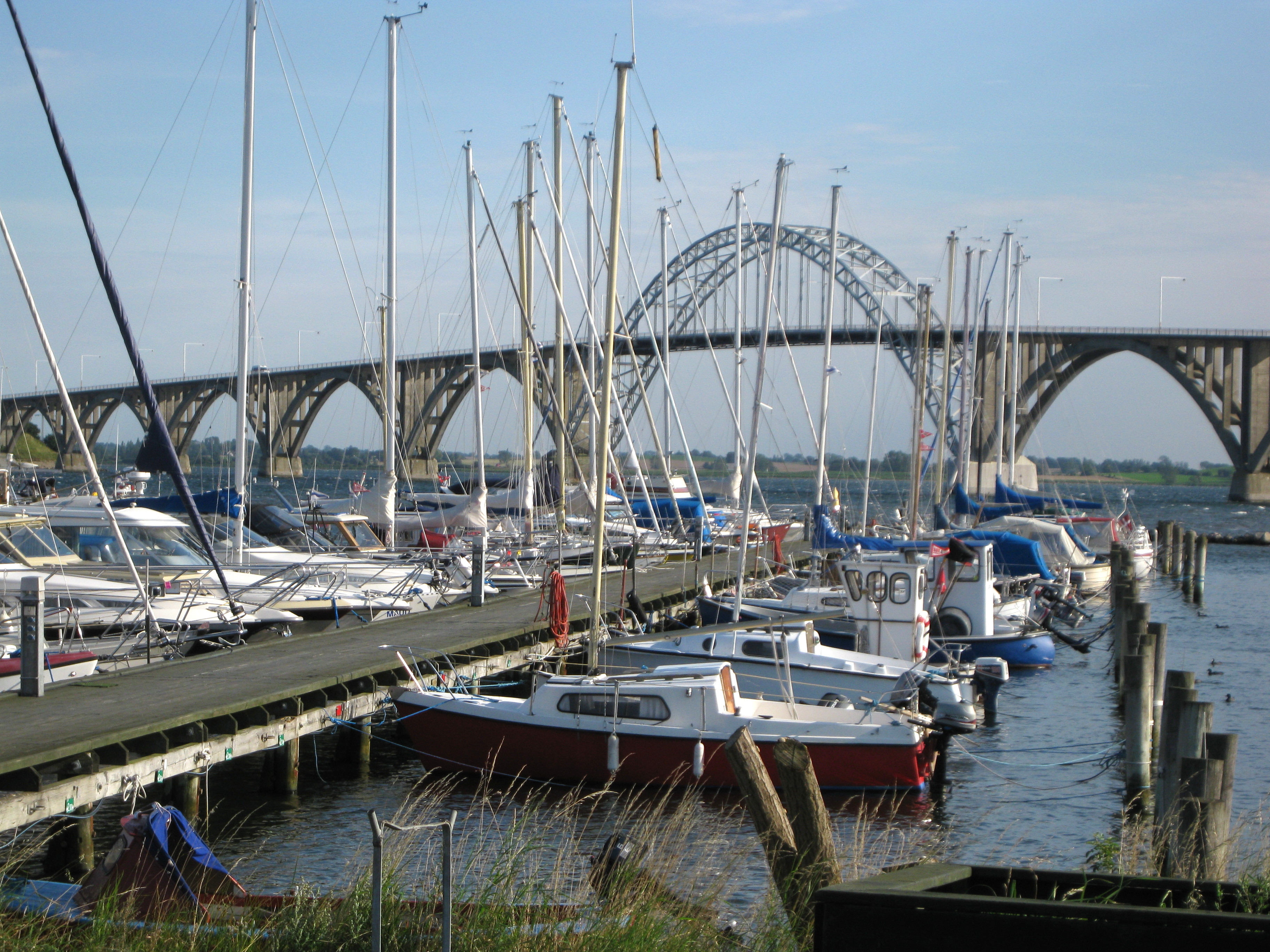
Dronning Alexandrines Bro

## Besonderheit
An der Alexandrines Bro sind auf der westlichen Seite Ausleger befestigt, welche eine 50 kV-Hochspannungsfreileitung mit einem System zur Stromversorgung der Insel Møn tragen.